# 南方飞机公司
南方飞机公司（法語：Sud-Aviation）是法国历史上一家国营飞机制造商，于1957年成立，由国营东南飞机制造公司（Société Nationale de Constructions Aéronautiques du Sud Est，SNCASE）和国营西南飞机制造公司（Société Nationale de Constructions Aéronautiques du Sud Ouest，SNCASO）合并而成。
在合并之前，国营东南飞机制造公司曾经设计生产了一系列民航客机，例如朗格多克（SNCASE Languedoc）、卡拉維爾客機。与国营西南飞机制造公司合并之时，东南公司正启动了超音速客机的研制计划，名为“超级卡拉维尔”，但由于研制费用巨大，而与此同时英国也在进行类似计划，在法国总统戴高乐和英国首相麦克米伦提议下，两国合作計劃草案於1962年11月28日正式签订，将“超级卡拉维尔”和英国飞机公司的布里斯托223的方案合并，共同研发协和飞机。
1970年，南方飞机公司与北方飞机公司（Nord Aviation）合并为法国宇航公司。

## 产品
- 卡拉維爾客機
- 云雀II型直升机
- 云雀III型直升机
- SA.321直升机
- SA.330直升机
- 协和飞机

## 参看
- 北方飞机公司
- 法国宇航
- 欧洲宇航防务集团
- 空中客车